# Piet de Wit
Piet de Wit (Wormer, 6 de marzo de 1946) es un deportista neerlandés que compitió en ciclismo en la modalidad de pista, especialista en la prueba de medio fondo.
Ganó cinco medallas en el Campeonato Mundial de Ciclismo en Pista entre los años 1966 y 1973.

## Medallero internacional
| Campeonato Mundial | Campeonato Mundial                   | Campeonato Mundial | Campeonato Mundial |
| Año                | Lugar                                | Medalla            | Competición        |
| ------------------ | ------------------------------------ | ------------------ | ------------------ |
| 1966               | Fráncfort ( RFA)                     | Medalla de oro     | Medio fondo (A)    |
| 1967               | Ámsterdam ( Países Bajos)            | Medalla de oro     | Medio fondo (A)    |
| 1968               | Roma ( Italia) Montevideo ( Uruguay) | Medalla de plata   | Medio fondo (P)    |
| 1970               | Leicester ( Reino Unido)             | Medalla de bronce  | Medio fondo (P)    |
| 1973               | San Sebastián ( España)              | Medalla de plata   | Medio fondo (P)    |